# 雙帶魮脂鯉
雙帶魮脂鯉（学名：Hyphessobrycon bifasciatus），為輻鰭魚綱脂鯉目脂鯉科的其中一個種。其种加词“bifasciatus”意为“双带的”。

## 分布
本魚分布於南美洲巴西里約熱內盧附近的溪流或池塘及巴拉圭河流域。

## 特徵
本魚體態均勻，成魚有檸檬黃色澤，鰓蓋後方有兩塊直斑紋。第一條斑紋形成楔形，呈金虹彩色而更明顯；另一條較細長，不如第一條那麼明顯。有時因皮膚下化學物質反射光線的作用，背部會有更多的金色，鰭都是黃色，有時在基部帶有紅色；雄魚有為凹的臀鰭。體長約5公分。

## 生態
本魚棲息在溪流和湖泊中，喜群游，性情溫和，屬雜食性。

## 經濟利用
為觀賞性魚類，易飼養。